# Erik Malmberg

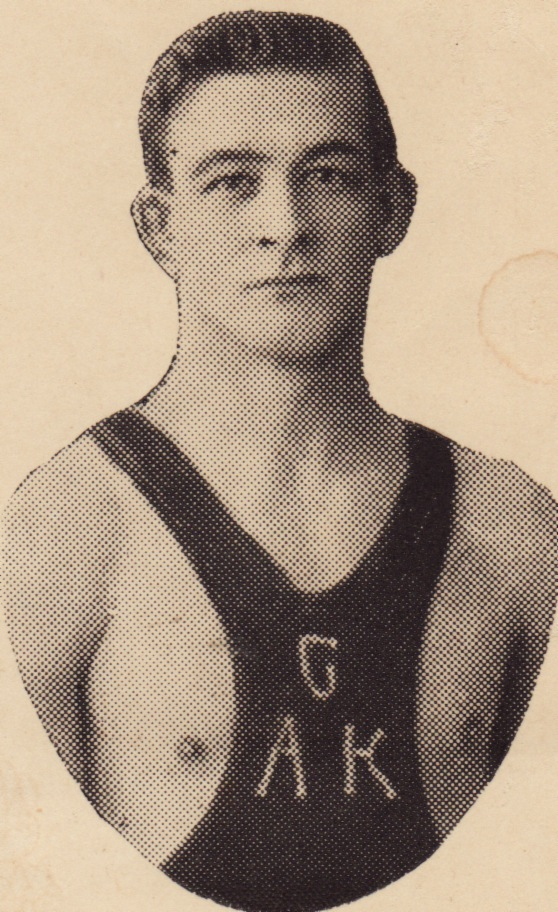
Erik Malmberg 1931

Erik Malmberg (* 15. März 1897 in Göteborg; † 9. Mai 1964 ebenda) war ein schwedischer Ringer.
Malmberg begann bereits vor dem Ersten Weltkrieg in Göteborg mit dem Ringen. Über regionale Erfolge gelang ihm bald der Aufstieg in die schwedische Spitzenklasse. Er bevorzugte den griech.-römischen Stil. Internationale Erfolge konnte er erst nach 1920 einheimsen. Bei den Olympischen Spielen 1924 und 1928 scheiterte er im Federgewicht an den Finnen Kalle Anttila und Aleksanteri Toivola und dem Esten Voldemar Väli. 1932 schaffte er aber den Olympiasieg im Leichtgewicht in Los Angeles und schlug dabei auch den dreifachen deutschen Europameister Eduard Sperling aus Dortmund. Er war damals schon 38 Jahre alt.
Malmberg startete für IS Örgryte Göteborg und war selbständiger Geschäftsmann.

## Internationale Erfolge
(OS = Olympische Spiele, WM = Weltmeisterschaft, EM = Europameisterschaft, Fe = Federgewicht, Le = Leichtgewicht, GR = griech.-röm. Stil, F = Freistil)
- 1921, 3. Platz, WM in Helsinki, GR, Fe, mit Siegen über Eduard Pütsep, Estland, A. Hietikko, Finnland, I. van Maaren, Niederlande, Arvo Kangas, Finnland und Niederlagen gegen Kalle Anttila, Finnland und Aleksanteri Toivola, Finnland;
- 1922, 4. Platz, WM in Stockholm, GR, Fe, mit Siegen über Peter Erikssen, Norwegen und Alfred Pedersen, Norwegen und Niederlagen gegen Anttila und Otto Boesen, Dänemark;
- 1924, Bronzemedaille, OS in Paris, GR, Fe, mit Siegen über Ödön Radvány, Ungarn, Arthur Nord, Norwegen, M. Capron, Frankreich, L. Bottin, Belgien, Enrico Porro, Italien, Karl Mezulian, Österreich und einer Niederlage gegen Toivola;
- 1925, 3. Platz, EM in Mailand, Gr, Fe, mit Siegen über Pavle Goldstein, Jugoslawien, Harmath, Ungarn, Artur Zirkel, Deutschland und Niederlagen gegen Ernst Steinig, Deutschland und Gerolamo Quaglia, Italien;
- 1926, 2. Platz, EM in Riga, Gr, Fe, mit Siegen über Kopmans, Lettland und Steinig und einer Niederlage gegen Voldemar Väli, Estland;
- 1928, Silbermedaille, OS in Amsterdam, GR, Fe, mit Siegen über Aage Meier, Dänemark, I. Bieri, Schweiz, R. Mollet, Frankreich, Toivola, Quaglia und einer Niederlage gegen Väli;
- 1929, 1. Platz, Intern. Turnier in Stockholm, vor Karoly Karpati, Ungarn u. H. Melin, Schweden;
- 1930, 1. Platz, EM in Stockholm, GR, Le, mit Siegen über Jindřich Maudr, Tschechoslowakei, Eduard Sperling, Deutschland, Reidar Andersen, Norwegen, Väli und Károly Kárpáti, Ungarn;
- 1930, 3. Platz, EM in Brüssel, F, Le, mit Siegen über Károly Kárpáti, Denis Perret, Schweiz, Offre, Frankreich und einer Niederlage gegen Engelbert Mollin, Belgien;
- 1931, 1. Platz, Intern. Turnier in Göteborg, GR, We, vor Jean Földeak, Deutschland u. Björkman, Schweden;
- 1932, Goldmedaille, OS in Los Angeles, GR, Le, mit Siegen über Sperling, Aarne Reini, Finnland, Abraham Kurland, Dänemark und Y. Miyazaki, Japan